# Derolathrus troglophilus
Derolathrus troglophilus is een keversoort uit de familie Jacobsoniidae. De wetenschappelijke naam van de soort is voor het eerst geldig gepubliceerd in 1979 door Sen Gupta.